# San Francisco 49ers 1948
La stagione 1948 dei San Francisco 49ers è stata la terza della franchigia nella All-America Football Conference. Quell'anno la squadra corse 3.653 yard in 14 partite, tuttora un record del football professionistico. È inoltre una delle sole tre squadre della storia ad avere segnato almeno 35 punti in nove diverse partite.

## Partite

### Stagione regolare
| Turno | Data       | Avversario          | Risultato | Punteggio | Record |
| 1     | 29/8/1948  | Buffalo Bills       | V         | 35–14     | 1–0    |
| 2     | 5/9/1948   | Brooklyn Dodgers    | V         | 36–20     | 2–0    |
| 3     | 12/9/1948  | New York Yankees    | V         | 41–0      | 3–0    |
| 4     | 19/9/1948  | Los Angeles Dons    | V         | 36–14     | 4–0    |
| 5     | 26/9/1948  | at Buffalo Bills    | V         | 38–28     | 5–0    |
| 6     | 1/10/1948  | at Chicago Rockets  | V         | 31–14     | 6–0    |
| 7     | 10/10/1948 | at Baltimore Colts  | V         | 56–14     | 7–0    |
| 8     | 17/10/1948 | at New York Yankees | V         | 21–7      | 8–0    |
| 9     | 24/10/1948 | Baltimore Colts     | V         | 21–10     | 9–0    |
| 10    | 7/11/1948  | Chicago Rockets     | V         | 44–21     | 10–0   |
| 11    | 14/11/1948 | at Cleveland Browns | S         | 14–7      | 10–1   |
| 12    | 21/11/1948 | at Brooklyn Dodgers | V         | 63–40     | 11–1   |
| 13    | 28/11/1948 | Cleveland Browns    | S         | 31–28     | 11–2   |
| 14    | 5/12/1948  | at Los Angeles Dons | V         | 38–21     | 12–2   |